# Tanacetopsis krascheninnikovii
Tanacetopsis krascheninnikovii là một loài thực vật có hoa trong họ Cúc. Loài này được (Nevski) Kovalevsk. miêu tả khoa học đầu tiên năm 1962.